# Chile en los Juegos Bolivarianos de Playa de Iquique 2016
Chile participó en los Juegos Bolivarianos de Playa de Iquique 2016 que tuvieron lugar del 24 de noviembre al 3 de diciembre de 2016 en Iquique, Chile, y fueron la tercera edición de los Juegos Bolivarianos de Playa. Envió a un total de ciento cincuenta y seis atletas quienes compitieron en un total de trece deportes. El país anfitrión ganó sesenta y siete medallas que incluyen treinta de oro, veintiuno de plata y dieciséis de bronce.

## Medallas
| N.º   | Deporte                    | Oro | Plata | Bronce | Total |
| ----- | -------------------------- | --- | ----- | ------ | ----- |
| 1     | Canotaje                   | 7   | 5     | 3      | 15    |
| 2     | Surf                       | 6   | 5     | 3      | 14    |
| 3     | Esquí náutico              | 6   | 5     | 2      | 13    |
| 4     | Remo                       | 4   | 2     | 0      | 6     |
| 5     | Velas                      | 3   | 2     | 1      | 6     |
| 6     | Triatlón                   | 1   | 1     | 2      | 4     |
| 7     | Rugby de playa             | 1   | 0     | 1      | 2     |
| 8     | Actividades subacuáticas   | 1   | 0     | 0      | 1     |
| 8     | Voleibol de playa          | 1   | 0     | 0      | 1     |
| 10    | Tenis de playa             | 0   | 1     | 2      | 3     |
| 11    | Natación en aguas abiertas | 0   | 0     | 1      | 1     |
| 11    | Fútbol de playa            | 0   | 0     | 1      | 1     |
| Total | Total                      | 30  | 21    | 16     | 67    |